# 6605 Carmontelle
6605 Carmontelle è un asteroide della fascia principale. Scoperto nel 1990, presenta un'orbita caratterizzata da un semiasse maggiore pari a 2,8905889 UA e da un'eccentricità di 0,0762045, inclinata di 3,16627° rispetto all'eclittica.